# Трутенко, Валентин Максимович
Валентин Максимович Труте́нко (12 марта 1881, с. Звенигородка, Киевской губернии (ныне Черкасской области Украины) — 30 января 1953, г. Сантьяго, Чили) — российский и украинский военный деятель, подполковник российской императорской армии, генерал-хорунжий Армии УНР.

## Жизнеописание
Окончил Владимирский Киевский кадетский корпус, затем в 1901 — Киевское пехотное юнкерское училище, Николаевскую академию Генерального штаба в Санкт-Петербурге.
Службу проходил в Переволоченском 176-м пехотном полку, размещавшемся в Звенигородке Киевской губернии.
Затем в 1909 в 175-м Батуринском полку (Умань).
Участник первой мировой войны. Воевал на Западном фронте. 20 ноября 1915 за проявленную храбрость был награждён Георгиевским оружием.
В 1916 подполковник В. М. Трутенко — командир 175-го Батуринского полка.
Активный участник украинизации частей 12-й Российской армии после февральской революции 1917, один из организаторов Украинского военного съезда Западного фронта в Риге.
Сняв с фронта в ноябре 1917, якобы привëл на Украину украинизированный Батуринский полк (документальное подтверждение отсутствует)..
Во время правления Украинской державой гетманом П. Скоропадским командовал различными частями на Екатеринославщине и Черкасщине. Поддержал антигетманское восстание.
Позже был назначен начальником Могилев-Подольской юношеской военизированной школы, помощником командира 3-й Запорожской (Железной) стрелковой дивизии Армии УНР, с декабря 1919 — и. о. командира этой дивизии во время Первого зимнего похода Армии Украинской Народной Республики по тылам РККА и Добровольческой армии.
В начале 1920 — назначен комендантом Липовецкого уезда. В апреле-мае 1920 командовал повстанческим отрядом, с мая проводил агитационную работу в Ананьевском и Балтском уездах. С августа — помощник начальника Каменец-Подольской совместной юношеской школы.
Участник боев с Красной Армией осенью 1920.
С ноября 1920 находился в лагере для интернированных частей Армии УНР в Польше, в 1922 назначен начальником общей юношеской школы Армии УНР для интернированных на территории Польши.
В 1924 после ликвидации лагерей, уехал в Германию, где присоединился к группе сторонников гетмана П. Скоропадского.
Избирался атаманом Украинского Вольного Казачества, был военным атташе гетманского эмигрантского правительства в Германии.
После Второй мировой войны некоторое время находился в немецком лагере Миттенвальде. Затем проводил деятельность, направленную на создание станиц Украинского Вольного Казачества в Германии.
В 1948 эмигрировал в Чили. Умер в Сантьяго.

## Награды
- Орден «Железный крест» (Украинская Народная Республика)